# Taufkleid

Taufkleid, Schweden 1828 (Livrustkammaren)

Als Taufkleid, Taufgewand oder Westerhemd werden meist weiße Kleidungsstücke bezeichnet, die Täuflinge bei der Taufe anziehen. Der Bibelvers Gal 3,27  wird oft als Begründung dafür angeführt.
Der Brauch, dem Neugetauften ein Kleid zu überreichen bzw. anzulegen, entstand in der Spätantike vor dem Hintergrund der Ganzkörpertaufe, in der Regel von Erwachsenen, die mit einem Umkleiden verbunden war. Im Mittelalter und bis ins 16. Jahrhundert wurden Neugeborene zur Taufe gebracht, entkleidet, ganz mit Wasser übergossen oder im Wasser untergetaucht, abgetrocknet, mit Chrisam gesalbt, mit dem Taufgewand bekleidet und wieder warm eingepackt. In der frühen Neuzeit gewann das Taufzeug an Bedeutung. Damit wurde der Säugling zuhause für den Weg zur Taufe schön hergerichtet. Um 1800 kamen die überlangen weißen, am Rücken geschlossenen Taufkleider auf, die bis in die Gegenwart gebraucht werden.

## Das weiße Taufkleid der Spätantike
Im Neuen Testament ist das Empfangen eines weißen Gewandes ein Symbol für die Zugehörigkeit zu Jesus Christus (Offb 3,4–5 ). In der Bildsprache der Johannesoffenbarung ist es das Kennzeichen der Christen, die für ihren Glauben den Tod erlitten (Offb 6,9–11 , Offb 7,9-14 ).
Seit dem vierten Jahrhundert ist bezeugt, dass die in der Osternacht Getauften, nachdem sie dem Becken entstiegen waren, ein weißes Kleid anlegten. Sie trugen es in der Osterwoche bis zum darauf folgenden Weißen Sonntag (lateinisch Dominica in albis ‚Sonntag in weißen [Gewändern]‘). Hinzu kam eine Stirnbinde (velamen mysticum), die den bei der Taufe aufgetragenen Chrisam schützend umhüllte. Die spezielle Kleidung machte äußerlich sichtbar, dass diese Tage etwas Besonderes im Leben der Neugetauften waren, denn sie wurden in der Osterwoche (hebdomada in albis, „Woche in weißen Gewändern“) täglich durch den Bischof über zentrale Themen des Glaubens unterrichtet. Dabei kam Kyrill, der Bischof von Jerusalem, ausdrücklich auf die Kleidung seiner Zuhörer zu sprechen. Den Bibelvers Koh 9,8  interpretierte er so, dass sie als Christen stets in übertragenem Sinn weiße Gewänder tragen sollten.

## Orthodoxe Taufkleidung

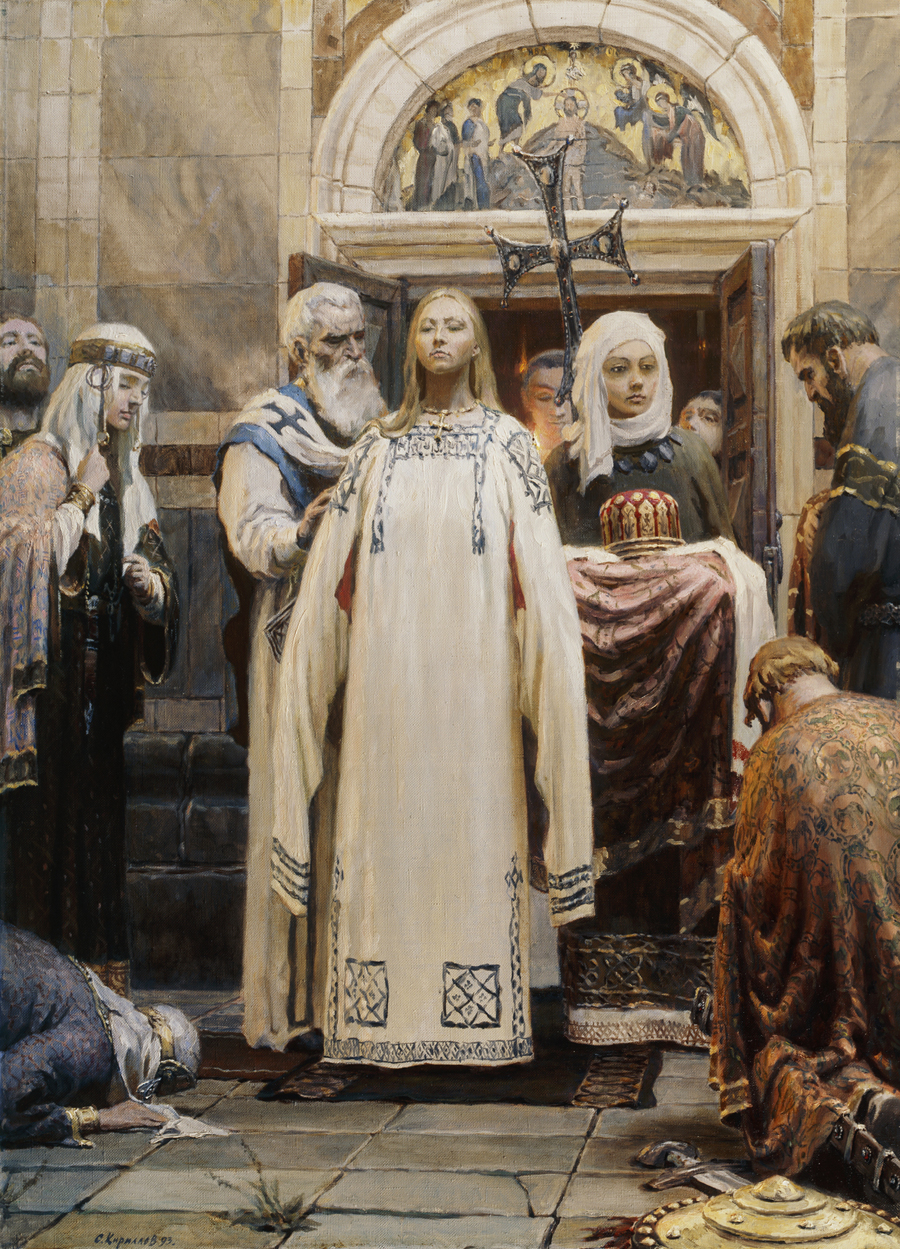
Olga von Kiew in ihrem Taufkleid. Gegenstand des Gemäldes von Sergei Kirillow (1993) ist eine Taufe des 10. Jahrhunderts.

In den orthodoxen Kirchen ist die Tradition der Ganzkörpertaufe bis in die Gegenwart fortgeführt worden. Im byzantinischen Ritus erhält der Getaufte gleich nach dem Verlassen des Taufbeckens das weiße Taufkleid als „Kleid der Gerechtigkeit“, und es wird das Troparion gesungen: „Gib mir ein lichtes Gewand, du, der du von Licht umgeben bist wie von einem Kleid, Christus, voll des Mitleids, unser Gott.“ Dieses Kleidungsstück wird von der Familie zur Taufe mitgebracht und dem Geistlichen vor Beginn des Gottesdienstes überreicht. Es kann sich bei heutigen Taufen auch um ein schlichtes weißes T-Shirt ohne Aufdruck handeln. Erwachsene Täuflinge werden mit einer Albe bekleidet.
Im chaldäischen Ritus zieht der Getaufte kein Taufkleid, sondern seine gewöhnlichen Kleider wieder an. In den anderen Riten folgt erst die Firmung, danach die Ankleidung. Diese Riten sehen außerdem vor, dass der Gefirmte gekrönt wird mit einem „Stirnband in Form einer mehr oder weniger geschmückten Krone“.

## Katholische und protestantische Taufkleidung

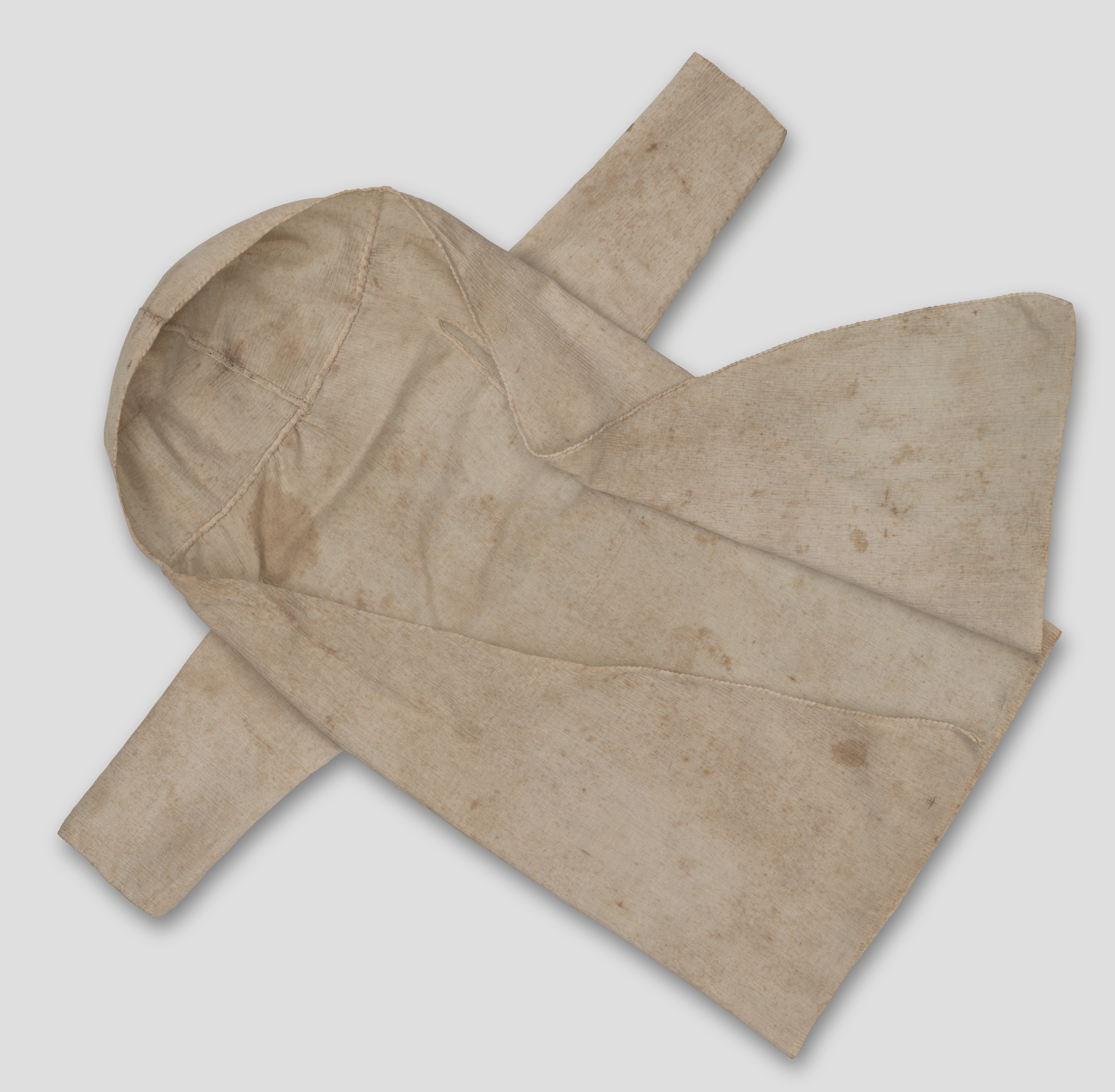
Heinrich Bullingers Westerhemd, Schweiz um 1490 (Zentralbibliothek Zürich)

Auch im Frühmittelalter war Ostern der klassische Tauftermin. Notker Balbulus teilt Einzelheiten über damalige Taufkleidung mit. Er schreibt, dass einige Normannen absichtlich vor dem Osterfest den Hof Ludwig des Frommen besuchten, Interesse an der Taufe bekundeten, diese auch ohne große Vorbereitung empfingen und daraufhin als Neugetaufte mit einem weißen Leinengewand und Patengeschenken davonzogen – um diese Aktion an den folgenden Osterfesten zu wiederholen. Als sich an einem Karsamstag an die fünfzig Taufkandidaten einstellten, war der Hof darauf nicht vorbereitet. Man ließ in der Eile groben Hemdenstoff (camisilia) zu Taufkleidern nähen. Einer der Täuflinge, der so bekleidet wurde, protestierte: er habe bisher immer die besten, sehr weißen Taufkleider geschenkt bekommen und nicht einen Sack, der einem Schweinehirten zustehe.
Bildquellen zu Taufkleidern des Mittelalters sind rar. Der Hortus Deliciarum (12. Jahrhundert, nur Nachzeichnung) zeigt erwachsene Täuflinge, die hüftlange weiße Hemden tragen, deren Kapuzen mit großen Kreuzen verziert sind.

### Westerhemd
Im späten Mittelalter wuchsen Taufkleid und Stirnbinde der Säuglinge zu einem einzigen Kleidungsstück in Form eines kleinen Kapuzenmantels (cappa) zusammen. Eine separate Kopfbedeckung (Mütze, Haube) war ebenfalls in Gebrauch.
Die Bezeichnung des Taufkleids als Westerhemd ist eine Tautologie (lateinisch vestis „Kleid“). Es ist der Begriff Martin Luthers in seinem Taufbüchlein. Auch der Schweizer Reformator Huldrych Zwingli sah in seinen Taufordnungen von 1525 die Bekleidung mit dem weißen Gewand nach der Taufe vor. Die Zentralbibliothek Zürich besitzt ein um 1490 entstandenes Westerhemd und damit ein sehr altes Exemplar dieser Art von Textilien (Foto). Es ist ein vorne offenes, ungebleichtes, naturfarbiges Leinenhemd, ohne Kapuze 43,5 cm lang und mit Kapuze 54 cm. Die Breite am Schulterrand beträgt 37 cm, am Unterrand 71,5 cm.
Unabhängig von der Reformation, aber zeitlich parallel, wurde die Taufe des Säuglings durch Untertauchen von der Taufe durch Übergießen abgelöst. Die Entwicklung ging weiter zur Taufe durch bloßes Besprengen (Aspersion) des Kopfes:
Johannes Bugenhagen, der Reformator Norddeutschlands, war im Jahr 1529 selbst Pate bei einer Taufe in Hamburg. Erstaunt nahm er wahr, dass das Kind in seinen Kleidern getauft wurde, indem der Pfarrer ihm nur etwas Wasser auf den Kopf strich. Diese „Kopftaufe“ hatte sich in Hamburg eingebürgert. Bugenhagen stimmte mit den Hamburger Pfarrern eine gemeinsame Position ab: die Aspersionstaufe sei gültig, aber nicht die Idealform. Die Hamburgische Kirchenordnung regelte daraufhin, dass die Kinder ausgewickelt und nur in Decken gehüllt zum Taufstein gebracht werden sollten. Bei der Taufe sollte Wasser über Kopf und Rücken gegossen werden, was die allgemein übliche Form sei. „Dann setze der Priester dem Kinde die Mütze auf und lege ihm das Westerhemd, wenn es da ist, auf den Leib (die Frauen werden ihm das wohl in der Kirche oder im Hause anziehen) … und lege schnell wieder das Kind in die warme Decke.“ Für diese Art der Taufe sollten die Pfarrer auch in ihren Predigten werben. Wenn aber eine Familie ein Wickelkind in seinen Textilien zum Taufstein brächte, solle der Pfarrer den Wunsch der Eltern nach einer „Kopftaufe“ respektieren.
Die Aspersionstaufe setzte sich im protestantischen Raum allgemein durch, trotz anderslautender Kirchenordnungen. Das hatte Auswirkungen auf das Taufgerät (kleine flache Taufschalen) und die Taufkleidung: der Säugling blieb angezogen, nur die Mütze wurde abgenommen. Verschiedenes spricht dafür, dass das Kapuzenmäntelchen mit der Taufe unbekleideter Säuglinge in Verbindung stand und ungebräuchlich wurde, sobald ein Umkleiden entfiel. Die Hamburgische Kirchenordnung empfahl das Westerhemd als ein Zeichen, dass die Getauften „rein und weiß geworden“ seien, „wiewohl solch Hemdchen nicht vonnöthen ist.“

### Taufzeug, Kasseltüch
Die Bekleidung der Täuflinge hatte in den folgenden Jahrhunderten Anteil an einem allgemeinen Trend: Mit Luxus assoziierte Kleidungsstücke wanderten über soziale Grenzen hinweg und wurden in neuen sozialen und kulturellen Kontexten verwendet, obwohl Kleiderordnungen dies zu unterbinden suchten. Die Stadt Magdeburg untersagte beispielsweise 1657 und 1677 „güldene und silberne, wie auch weisse und seidene geklöppelte Spitzen und Borten“ an Laken, Decken und Taufkleidern. Die Aspersionstaufe war eine Voraussetzung dafür, dass der Säugling vor dem Kirchgang aufwändig hergerichtet und in der Kirche präsentiert werden konnte. Hebammen reagierten ungehalten, wenn die von ihnen verliehene seidene Taufausstattung nass wurde, und wurden 1796 daran erinnert, dass die Taufhandlung wichtiger sei als „die Erhaltung eines ganz zwecklosen und unvernünftigen Schmucks“.
Vier Teile einer Taufgarnitur aus Jütland (Nordiska Museet, erworben 1877):

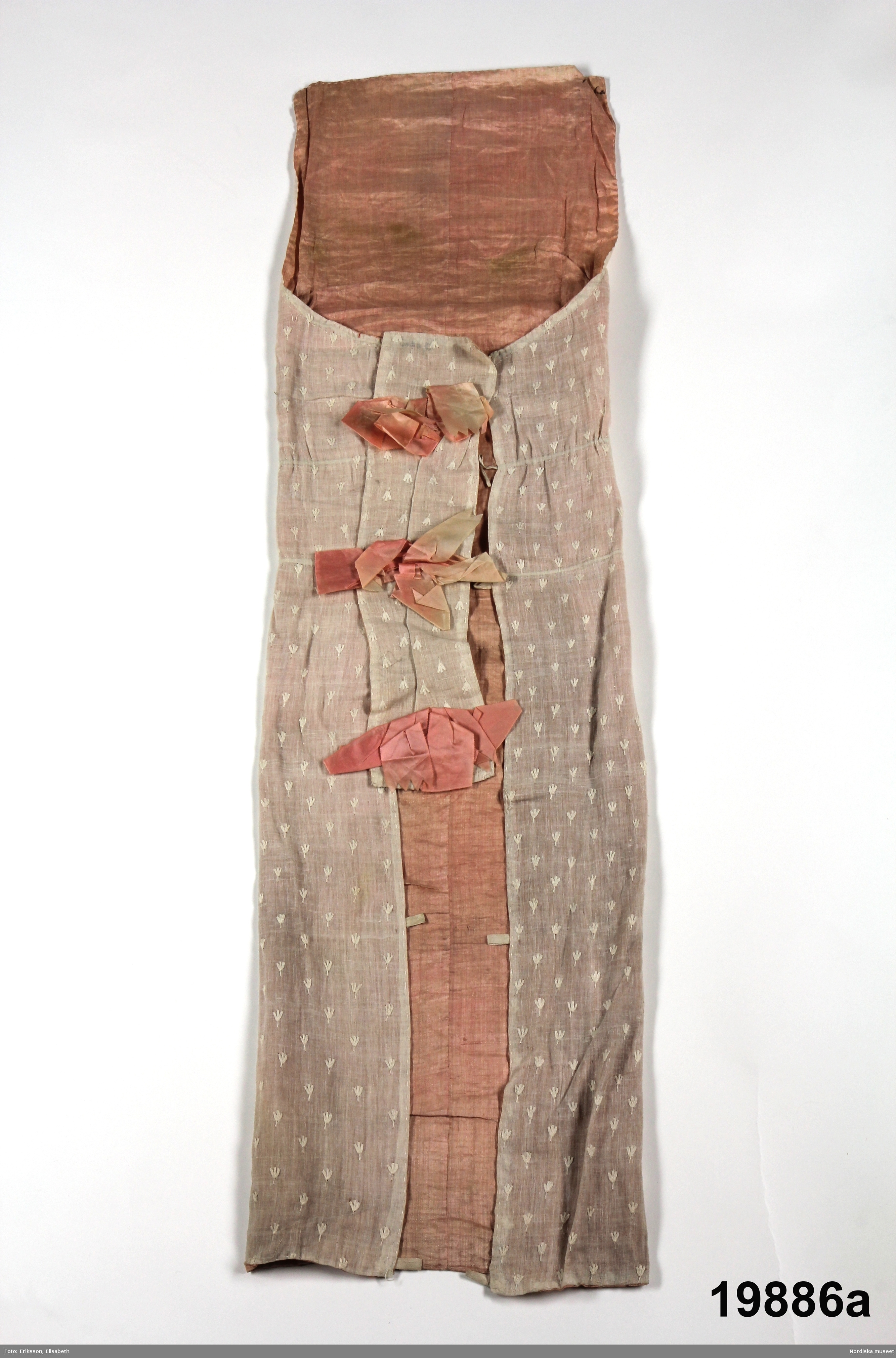
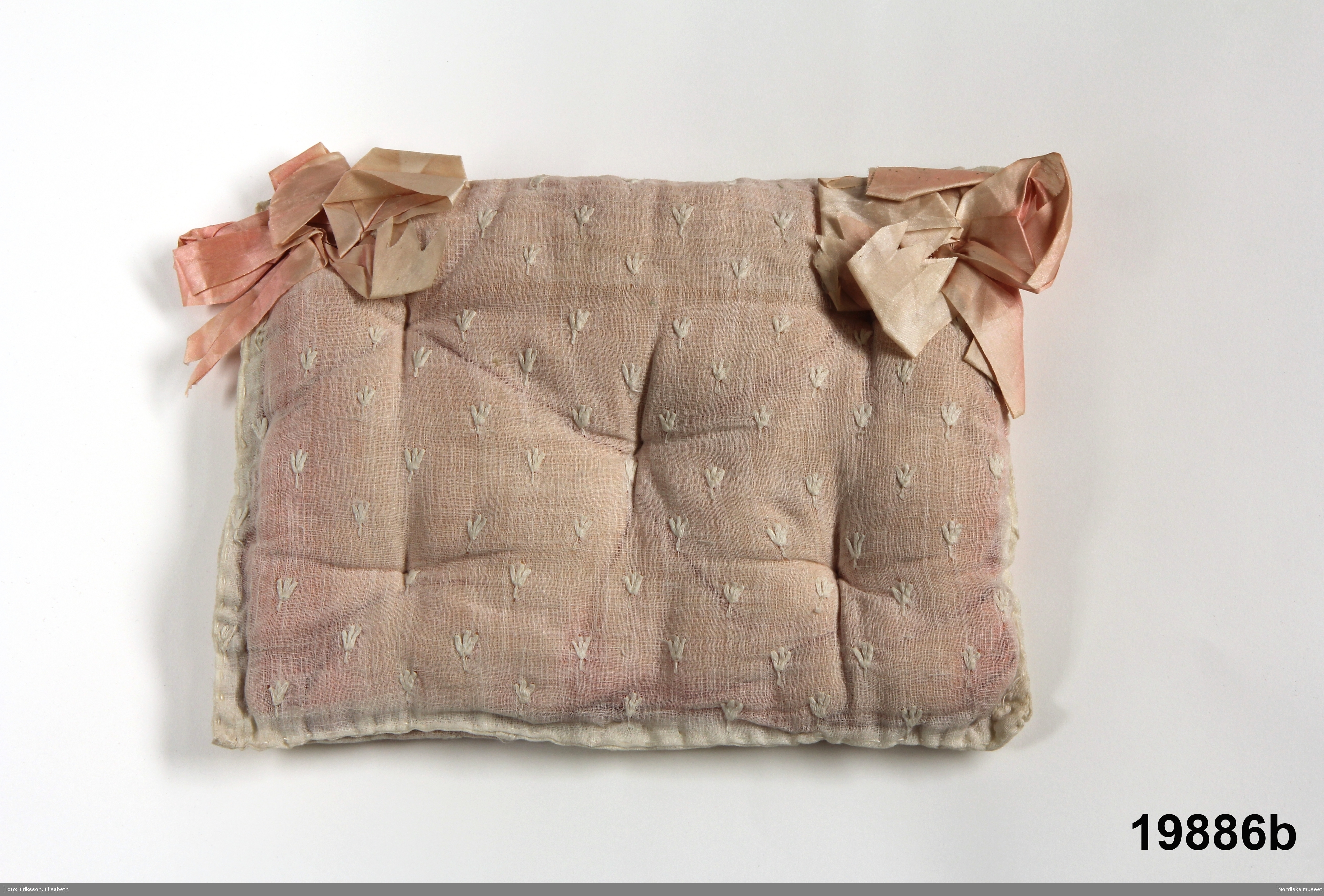
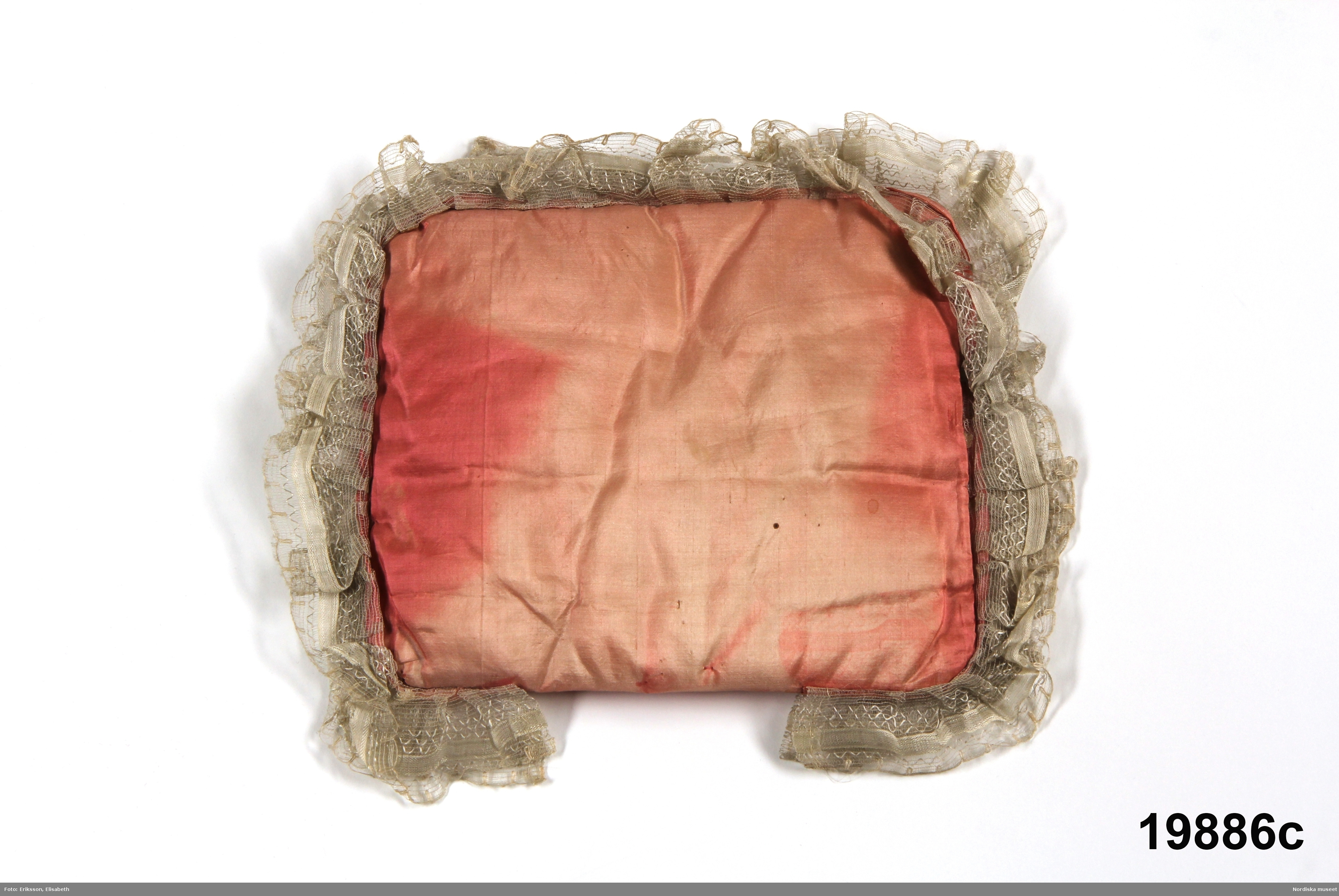
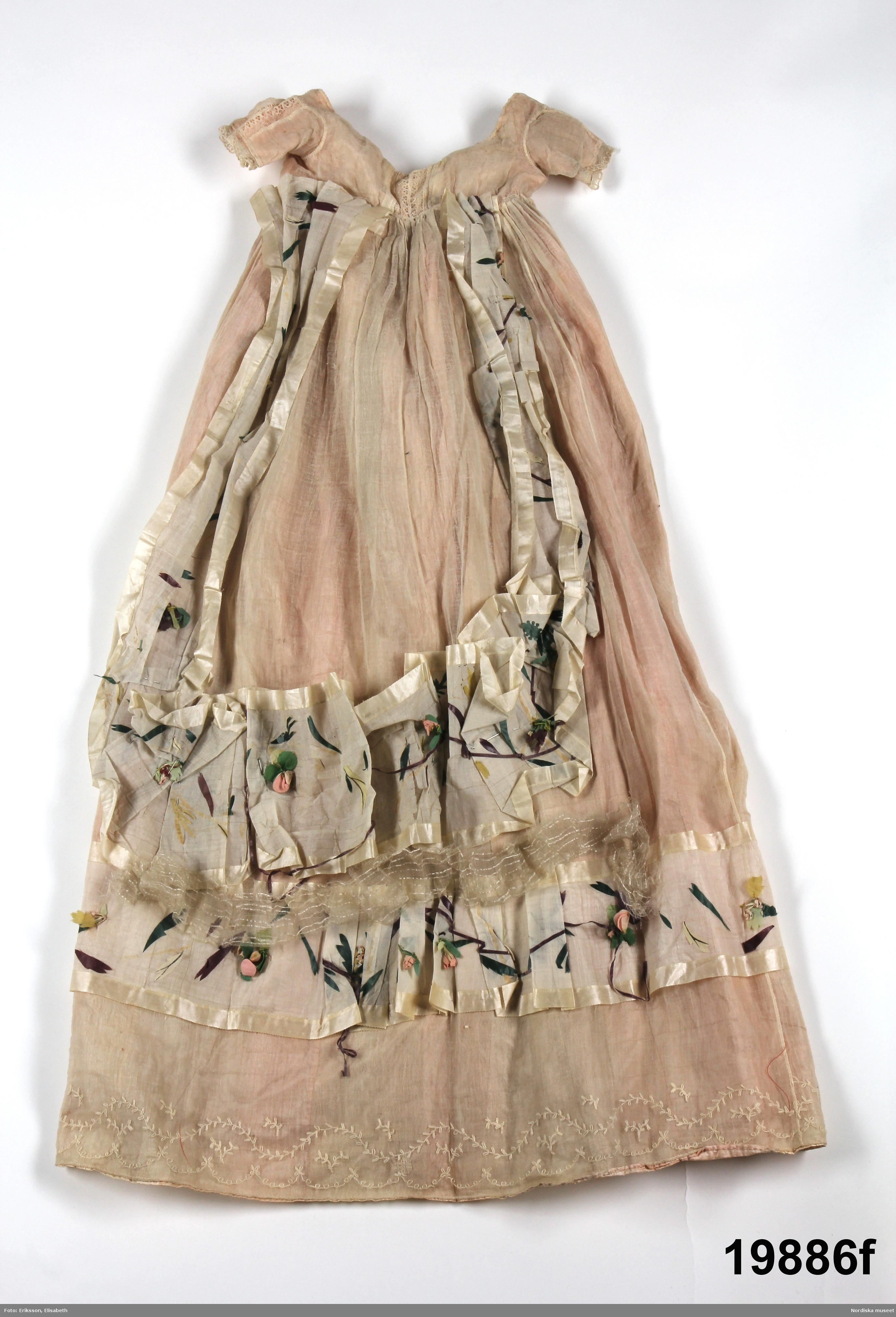

Sowohl Kirchengemeinden als auch Hebammen hielten im 18. und 19. Jahrhundert Taufzeug (niederdeutsch Kasseltüch) zur Ausleihe bereit. Dazu einige Beispiele aus Textquellen und Museumsbeständen:
- Bei einem Einbruch im Pastorat des Dorfes Deinsen im Jahr 1752 erbeuteten die Diebe unter anderem „ein weiß canefassen Taufzeug mit Spitzen besetzt, 1 kleine Jungens- und 1 kleine Mädgensmütze gestickt.“[23]
- Aus Travemünde ist eine auf 1766 datierte Taufausstattung erhalten (St.-Annen-Museum Lübeck): ein dreiteiliger Überwurf und eine Taufkappe, alles aus rotem Samt, verziert mit Goldfäden und Seide, einer Goldborte, Samtquasten, Silberkugeln und vergoldeten Medaillons. Dieser Überwurf, eine Handarbeit der Pfarrfrau, wurde dem Wickelkind aufgelegt und konnte hinten mit Bändern und Ösen geschlossen werden.[24]
- Das Kasseltüch aus dem späten 18. Jahrhundert, welches in Flensburg (Museumsberg) erhalten ist, hat die Form eines schlichten, 90 cm langen Rocks aus Taft- und Seidenstoff, mit Wollparchent gefüttert, der hinten mit Bändern geschlossen werden konnte. Der untere Saum ist mit Silberspitze besetzt und die Vorderseite des Kleidungsstücks gelb und weiß gestreift und mit eingewirkten Blumen verziert.[25]
- In Rendsburg lieh der Organist der Marienkirche im Jahr 1786 vier Garnituren von Taufzeug zu unterschiedlichen Tarifen an Tauffamilien aus. Dies war für ihn eine Einnahmequelle, und wer sein Kind mit eigener Ausstattung zur Taufe brachte, musste dem Organisten eine Gebühr bezahlen.[24]
- 1843 stellte die Oeconomische Encyclopädie fest, dass Hebammen Taufzeug an ärmere Familien ausliehen. Gleich nach der Rückkehr von der Kirche wurde es wieder zurückgegeben. „Die Hebammen pflegen sich immer mehrere dergleichen Anzüge zu halten, von denen der Eine immer feiner, als der andere ist, um hierin nach dem Stande der Eltern, nach ihrer mehr oder weniger Bemittelung, eine Auswahl zu treffen.“[26]

Ein Beispiel aus der Lüneburger Heide zeigt, wie Kasseltüch im 19. Jahrhundert verwendet wurde: Zunächst lieh man das Taufkleid beim Pastorat. Dann wurde das Kind gewickelt, darüber das Taufkleid angezogen, quer darüber ein Seidentuch festgesteckt. Auf den Kopf kam eine bunte Taufmütze (Moppe). In das große Kissen, das später zur Wiegendecke werden sollte, wurde eine Delle gedrückt, das Kind hineingelegt, das Kissen mit Schürzenband zusammengebunden und um alles noch ein Tuch geschlagen. So trug die Hebamme es dann zur Kirche.

### Taufkleid

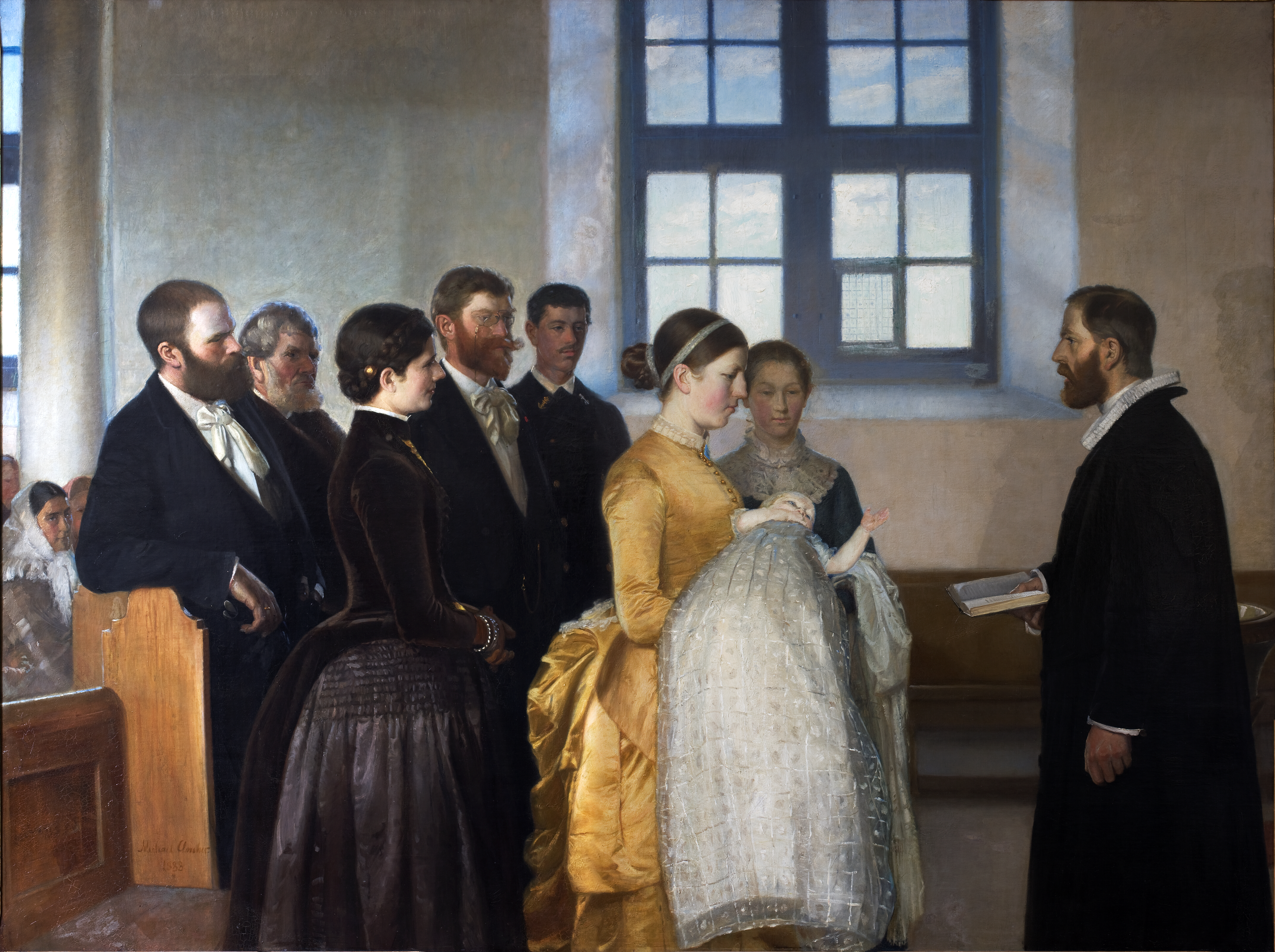
Taufe in der Kirche von Skagen (Michael Ancher, 1880er Jahre)

Um 1800 kamen die bis heute in einigen Familien vorhandenen Taufkleider in Gebrauch, die deshalb auch an die Mode des Empire und frühen Biedermeier erinnern: Mädchen und Jungen trugen überlange weiße Gewänder mit kurzem Oberteil, mindestens ein Oberkleid, oft ein zusätzliches Unterkleid, dazu ein separates Mützchen. Gern verwendet wurden Baumwollbatist, Baumwolltüll oder Seide. Die symbolische Farbe Weiß, zwischenzeitlich in Vergessenheit geraten, wurde wieder aufgegriffen – im Zug eines allgemeinen Interesses an der Antike. Diese Taufkleider wurden oft als Erbstück in der Familie weitergegeben, was den Kleiderzuschnitt des frühen 19. Jahrhunderts in späteren Jahrzehnten bewahrte. „Die Namen der getauften Kinder sind möglicherweise eingestickt. Das Material kann der Brautschleier sein. Es kann sein, dass es auf der Flucht vor dem Krieg mitgenommen wurde, weil es leicht zu transportieren war.“ Frauenzeitschriften enthielten Schnittmuster von Taufkleidern, später boten Warenhäuser sie in ihren Katalogen an. In der DDR beispielsweise produzierte der VEB Modische Weißwaren Auerbach weiße „Erstlings-Festkleidchen.“

### Anlegen des Taufgewandes als Teil des Ritus
Das vorkonziliare Rituale Romanum erwähnte das Taufkleid nicht mehr, sondern nur noch das Chrismale, ein Tuch, das dem Täufling auf den Kopf gelegt wurde. Dieses Tuch steht in der Tradition der spätantiken Stirnbinde. Erst das nach dem Zweiten Vatikanischen Konzil erneuerte Rituale (1973) rechnet das Anlegen des Taufkleids zu den ausdeutenden Riten bei der Taufhandlung. Es wünschte, dass die Tauffamilie das Taufkleid zur Feier selbst mitbrachte, aber es dem Täufling nicht vor dem Gang zur Taufe anzog. In der Praxis legte der Zelebrant dem Kind das Taufkleid aber häufig lediglich auf oder wies mit einer Geste auf das Kleid hin, mit dem das Kind bereits vor der Taufe bekleidet worden war. Hier fand in der zweiten authentischen Auflage von 2007 eine Präzisierung statt. In den Rubriken ist nun nicht mehr von der „Überreichung des weißen Kleides“, sondern von der „Bekleidung mit dem weißen Taufgewand“ die Rede.
In den evangelischen Landeskirchen ist das Einkleiden eine Möglichkeit der Ausgestaltung der Feier und nicht verbindlich: „Wo ein Taufkleid/ein Westerhemd im Gebrauch steht, wird dem Täufling je nach der Ortssitte […] das Taufkleid überreicht oder aufgelegt […]“ Bei der Taufe von Jugendlichen in der Konfirmandenzeit besteht die Möglichkeit, drei symbolische Geschenke zu überreichen: die brennende Taufkerze, das Taufkreuz (Umhängekreuz) und das Taufgewand (T-Shirt). Um ein wirkliches Ankleiden des Neugetauften zu erleichtern, bietet sich auch ein Taufschal an.

## Baptistische Taufkleidung

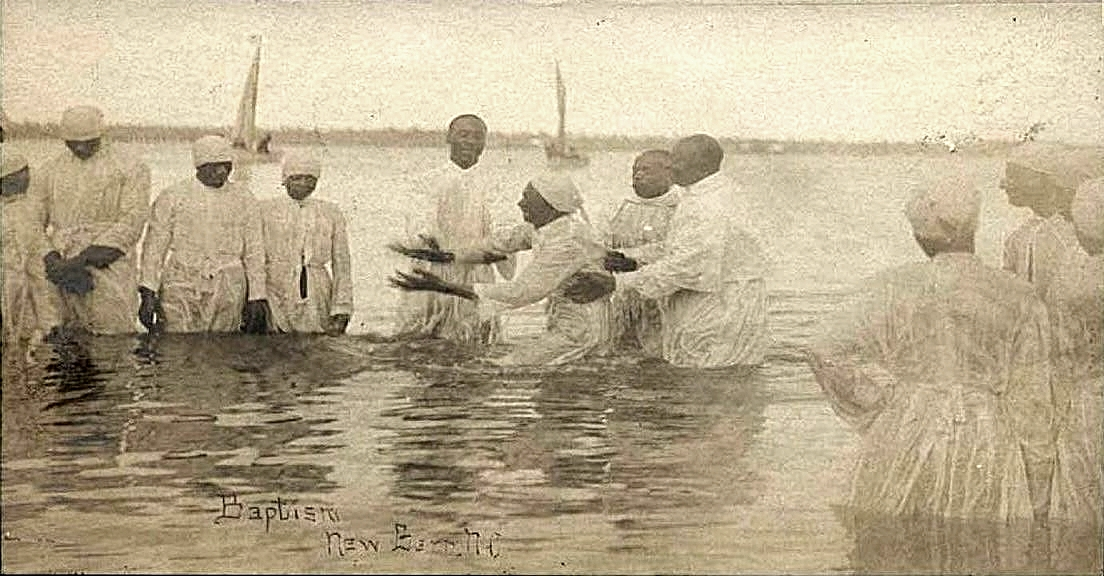
Taufe in einem Fluss, North Carolina um 1900

Wird die Taufe von Jugendlichen oder Erwachsenen durch Untertauchen vollzogen, so ergeben sich praktische Fragen hinsichtlich der Kleidung, mit der die Täuflinge ins Wasser steigen. Bei heutigen orthodoxen Taufen wird zum Beispiel Unterwäsche oder Badekleidung getragen, Kleidungsstücke ohne liturgische Bedeutung, im Gegensatz zum „Lichtgewand“, das erst nach der Taufe angelegt wird.
Wie Baptisten im 18. Jahrhundert gekleidet waren, zeigt beispielhaft die Beschreibung einer Taufe in Whittlesford (Cambridgeshire) 1767: Männer trugen ihre Alltagskleidung und anstelle eines Mantels darüber ein langes weißes Gewand aus Friese (baize gown), das mit einem Band aus Kammgarn um die Hüften gebunden war und mit Blei im Saum beschwert war, dazu eine weiße Kappe aus Leinen. Frauen trugen ihre üblichen Kleider, allerdings in Weiß, das Material war Holländisches Tuch oder Köperbaumwolle (Holland or dimitty). Die Oberkleidung war mit einigen Stichen an die Strümpfe angeheftet und der Saum beschwert.
Das Nähen geeigneter Kleider und Kopfbedeckungen für die Taufe in Flüssen wurde als lebendige afroamerikanische Tradition in Louisiana von Volkskundlern dokumentiert. Die Taufkleider der Schneiderin Lucille Stewart (ein Exemplar besitzt das Louisiana State Museum, Baton Rouge) haben zum Beispiel zwei Bänder aus dem gleichen Material wie das Kleid. Eines wurde als Gürtel getragen, das andere verlief unterhalb der Knie und verhinderte, dass das Kleid sich im Wasser hob und den Täufling behinderte. Es waren langärmelige Gewänder, die bis zu den Knöcheln reichten und über den Kopf angezogen wurden. Stewart fertigte für jeden Täufling ein eigenes Gewand an. Die Farbe Weiß stellte für sie eine Verbindung zum Abendmahl her, bei dem ebenfalls weiße Kleidung getragen wurde.
Am Anfang des 20. Jahrhunderts war in britischen Baptistengemeinden eine formelle Kleidung im Gottesdienst und dann auch bei der Taufe wichtig, was sich in den folgenden Jahrzehnten änderte. Viele Gemeinden hielten für Frauen spezielle weiße Gewänder bereit, die am Saum beschwert waren. Bei Männern war es üblich, Stoffhosen und ein Tennishemd zu tragen. Spätestens in den 1960er Jahren, unter dem Einfluss der charismatischen Bewegung, ging der Trend zur Freizeitkleidung. Nach Meinung von Anthony R. Cross war es charakteristisch, dass die Kleidung des Täuflings kaum mit Blick auf ihre Symbolik (Weiß als Symbol für Reinheit und neues Leben), sondern unter praktischen Aspekten in der baptistischen britischen Literatur des 20. Jahrhunderts betrachtet wurde.
Im Jahr 2017 wurde die Frage der Taufkleidung im Bund Evangelisch-Freikirchlicher Gemeinden kontrovers diskutiert. Die traditionellen talarähnlichen weißen Taufkleider wurden in vielen Gemeinden als veraltet empfunden. Dass in einigen Gemeinden die Täuflinge schwarze T-Shirts trugen, stieß allerdings auf Kritik. Der Arbeitskreis Mission und Gemeindeentwicklung der Baptisten in Niedersachsen regte an, einen Impuls aus der frühchristlichen Praxis aufzunehmen: die in der Osternacht Getauften trugen ihr weißes Taufkleid die ganze folgende Woche über. Missionsreferent Jürgen Tischler sprach sich für weiße Tauf-T-Shirts mit einem geeigneten Aufdruck aus; diese seien „eine Ermutigung von Gemeinden und Täuflingen, sich auf diese Weise auch im Alltag zu Christus zu bekennen.“